# Arlene Francis
Arlene Francis, pseudonimo di Arline Francis Kazanjian (Boston, 20 ottobre 1907 – San Francisco, 31 maggio 2001), è stata un'attrice, conduttrice televisiva e conduttrice radiofonica statunitense di origine armena.
Più ancora che alla sua carriera di attrice, deve la sua fama negli Stati Uniti d'America alla sua partecipazione come panelist (partecipante a dibattiti) nella trasmissione televisiva What's My Line?, trasmessa dalla CBS, per ben 25 anni, dal 1950 alla metà degli anni settanta.

## Biografia
Era figlia di Leah (nata Davis) e di Aram Kazanjian. Il padre, di origine armena, emigrò negli Stati Uniti all'età di 16 anni quando apprese, da Parigi ove studiava, della morte dei genitori nel corso dei massacri hamidiani, perpetrati dall'esercito ottomano su ordine del sultano Abdul Hamid II nel periodo fra il 1894 e il 1896. Egli aprì uno studio fotografico a Boston e quando Arlene aveva 7 anni si trasferì con la famiglia a New York. Arlene divenne quindi newyorkese e rimase nella città fino al 1995, quando seguì il figlio che si trasferì a San Francisco.

### Carriera
Dopo aver frequentato il Finch College, la Francis iniziò la sua carriera artistica, che la vide prima interprete teatrale, con 25 spettacoli a Broadway al suo attivo, da La Gringa (1928) a Don't Call Back (1975). Recitò inoltre in numerosi locali off-Broadway. Divenne poi un noto personaggio della radio a New York, conducendo numerosi programmi di lunga durata, tra cui il chat show sulla rete WOR-AM, mandato in onda dalla newyorkese AM Broadcasting nell'ora meridiana dal 1960 al 1984.
Nel 1943 condusse un game show (praticamente un programma a quiz) radiofonico, Blind Date, che fu poi anche trasmesso dalle reti televisive americane ABC ed NBC dal 1949 al 1952. Partecipò inoltre regolarmente al programma radiofonico del week-end, Monitor, trasmesso per la rete radiofonica della NBC, dal 1950 al 1960.

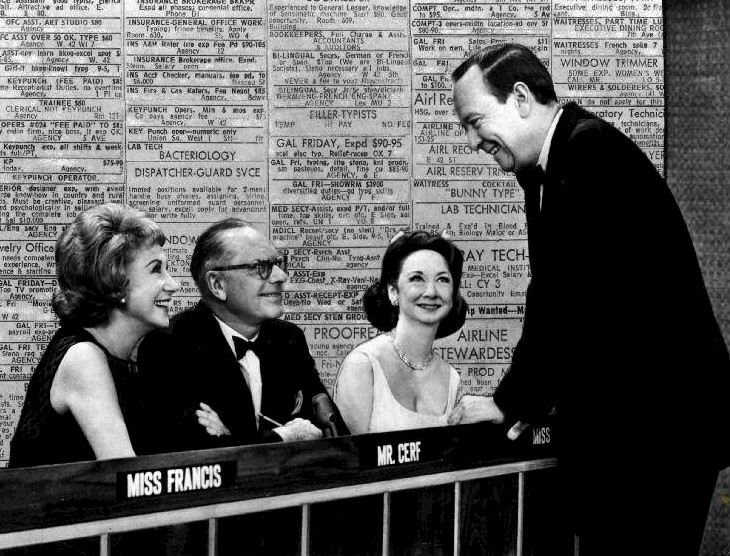
Arlene Francis (a sinistra) in What's My Line? nel 1965

Divenne quindi una delle panelist (partecipante a dibattiti) fisse nella trasmissione televisiva settimanale What's My Line, della CBS. Iniziò la sua partecipazione nel 1950 (la serie era già iniziata da poco) e proseguì fino alla sua cancellazione dal palinsesto, avvenuta nel 1967, e proseguì dal 1958 al 1975, partecipando alle versioni date in concessione ad altre emittenti locali. La trasmissione originale, che dava risalto ad ospiti la cui attività ("line") i membri del panel dovevano indovinare, divenne un classico "game show" (spettacolo a giochi). Arlene Francis comparve anche in molti altri "game show", tra cui Match Game e Password, prodotti da Mark Goodson e Bill Todman. Fu MC nell'ultimo episodio dello spettacolo di breve durata The Comeback Story, un drammatico reality show  della ABC, nel quale molte celebrità condividevano vicende nelle quali avevano superato grosse avversità nella vita personale.
Arlene Francis aprì la strada alle protagoniste femminili della televisione statunitense, e fu una delle prime donne a condurre un programma che non fosse di tipo musicale o drammatico. Dal 1954 al 1957 fu conduttrice ed editore-capo di Home, una trasmissione giornaliera di attualità della NBC, che durava un'ora, espressamente rivolta alle donne, che era stata concepita da Pat Weaver come complemento ai programmi di quella rete Today e Tonight. La rivista Newsweek le dedicò una copertina come first lady of television (prima donna della televisione). Condusse inoltre, nella metà degli anni cinquanta la trasmissione Talent Patrol.
Partecipò anche ad alcuni film, esordendo nel 1932 con il ruolo di una prostituta in Il dottor Miracolo (Murders in the Rue Morgue), un film horror, liberamente tratto da I delitti della Rue Morgue di Edgar Allan Poe. Francis fece parte del cast della sua unica esperienza di attrice drammatica in una piccola produzione shakespeariana nella scuola ove si era diplomata. Nel 1960 recitò accanto a James Cagney nella parte di Phyllis McNamara, moglie del protagonista, nel film commedia Uno, due, tre!, diretto da Billy Wilder. Apparve anche, insieme a Doris Day e James Garner, nel film Quel certo non so che (1963), diretto da Norman Jewison, e nella versione televisiva di Laura (1968). La sua ultima partecipazione ad un film ebbe luogo nel 1978 in Fedora, nuovamente diretta da Billy Wilder, ove interpretò la parte di un'annunciatrice televisiva.
Nel 1978, con l'aiuto di un vecchio amico Florence Rome, Francis scrisse un'autobiografia intitolata Arlene Francis: A Memoir. Nel 1960 aveva scritto That Certain Something: The Magic of Charm e nel 1961 un libro di cucina, No Time for Cooking
Il suo nome è scritto fra le celebrità della Hollywood Walk of Fame al 6432 di Hollywood Boulevard per la radio e al 1734 di Vine Street per la televisione.

### Vita personale
Francis si sposò due volte, nel 1935 con un addetto commerciale della Paramount Pictures, la cui attività lo costringeva a frequenti viaggi che lo tenevano lontano da lei. La coppia divorziò nel 1945. Scrisse di tale esperienza nella sua autobiografia del 1978.
In seconde nozze, Francis sposò nel 1946 l'attore e produttore Martin Gabel, con il quale convisse fino al di lui decesso, avvenuto per un attacco cardiaco, il 22 maggio 1986. Gabel era stato spesso uno dei panelist della trasmissione televisiva What's My Line? La coppia ebbe un figlio, Peter Gabel, nato il 28 gennaio 1947 e divenuto un accademico nel diritto, associato con il New College of California di San Francisco; egli fu anche editore associato della rivista of Tikkun.
Nel 1970 Francis partecipò alla campagna no profit statunitense Love. It Comes in All Colors contro il razzismo realizzata dal National Urban Coalition.
Francis era nota anche per un pendente di diamanti a forma di cuore, un regalo di Gabel, che ella portava al collo in quasi tutte le puntate di What's My Line e che le fu rubato nel 1988 a New York mentre attendeva un taxi.
Arlene Francis morì novantatreenne a San Francisco, assistita dal figlio. Le cause della morte furono attribuite alla malattia di Alzheimer e ad un tumore. La sua salma venne inumata nel Roosevelt Memorial Park di Tevose in Pennsylvania.

## Filmografia

### Cinema
- Il dottor Miracolo (Murders in the Rue Morgue), regia di Robert Florey (1932)
- Too Much Johnson, regia di Orson Welles (1938)
- La taverna delle stelle (Stage Door Canteen), regia di Frank Borzage (1943)
- Erano tutti miei figli (All My Sons), regia di Irving Reis (1948)
- With These Hands, regia di Jack Arnold (1950)
- Uno, due, tre! (One, Two, Three), regia di Billy Wilder (1961)
- Quel certo non so che (The Thrill of It All), regia di Norman Jewison (1963)
- Fedora (Fedora), regia di Billy Wilder (1978)

### Televisione
- Lights Out – serie TV, episodio 4x10 (1951)